# Colton (Dakota del Sud)
Colton és una població dels Estats Units a l'estat de Dakota del Sud. Segons el cens del 2000 tenia 662 habitants.

## Demografia
Segons el cens del 2000, Colton tenia 662 habitants, 266 habitatges, i 184 famílies. La densitat de població era de 365,1 habitants per km².
Dels 266 habitatges en un 32,7% hi vivien nens de menys de 18 anys, en un 57,9% hi vivien parelles casades, en un 9% dones solteres, i en un 30,5% no eren unitats familiars. En el 27,4% dels habitatges hi vivien persones soles el 13,2% de les quals corresponia a persones de 65 anys o més que vivien soles. El nombre mitjà de persones vivint en cada habitatge era de 2,43 i el nombre mitjà de persones que vivien en cada família era de 2,95.
Per edats la població es repartia de la següent manera: un 24,5% tenia menys de 18 anys, un 8,8% entre 18 i 24, un 27,3% entre 25 i 44, un 19,5% de 45 a 60 i un 19,9% 65 anys o més.
L'edat mediana era de 37 anys. Per cada 100 dones de 18 o més anys hi havia 96,1 homes.
La renda mediana per habitatge era de 42.054 $ i la renda mediana per família de 45.139 $. Els homes tenien una renda mediana de 28.958 $ mentre que les dones 22.083 $. La renda per capita de la població era de 18.189 $. Entorn del 3,6% de les famílies i el 4,1% de la població estaven per davall del llindar de pobresa.

## Poblacions més properes
El següent diagrama mostra les poblacions més properes.